# Hubbardochloa
Hubbardochloa là một chi thực vật có hoa trong họ Hòa thảo (Poaceae).

## Loài
Chi Hubbardochloa gồm các loài: